# 東京ビンゴビンゴダイナマイトジャパン
東京ビンゴビンゴダイナマイトジャパン（とうきょうビンゴビンゴダイナマイトジャパン）は、かつてケーアッププロモーションで活動していたお笑いトリオ。1989年結成。2004年解散。

## メンバー
皆川 拓也（1967年8月2日 - ）
- ツッコミ担当。新潟県出身。
- 身長178cm。解散後ピン芸人「ウンパー皆川」として活動を経て引退後、芸能事務所「2TOUCH」を設立し社長となり、谷桃子、大川成美、雨坪春菜らを育てる。

石田 清一（1968年3月11日 - ）
- ボケ担当。東京都出身。
- 身長168cm。解散後、三浦と元「サニム」の吉田豊高と共にトリオ「トリプルパンチ」を結成。「SEIちゃん」として活動。

三浦 文夫（1968年12月25日 - ）
- ボケ担当。東京都出身。
- 身長170cm。解散後、石田と元「サニム」の吉田豊高と共にトリオ「トリプルパンチ」を結成。「ブン」として活動。

※生年月日は公称によるもの。

## 略歴
1990年代から2000年代初頭にかけライブやテレビ出演などで活動し、コントに珍奇なダンスを融合させたリズミカルな笑いが売りであった。当初は「ブランドル」というトリオ名だったが、メンバー各人と当時のマネージャーが持ち寄った名称案を組み合わせ、1997年に現在の名前に改名。

## テレビ出演歴
ブランドル名義
- LIVE笑ME!!（1990年、日本テレビ） - テレビ初出演
- ビートたけしの熱闘夢の対決（1991年1月1日、テレビ朝日） - お笑いオールスター大相撲トーナメントに参加
- 爆笑コントコレクション（1991年2月11日、NHK総合）
- 笑いの仮払い（1991年、フジテレビ）
- 水曜特バン! さんまのナンでもダービー（1991年8月21日、テレビ朝日） - お笑い8社対抗氷上大障害（年収300万円以下条件）に参加
- 爆笑王誕生（1992年、日本テレビ）
- 世界テレビ祭第一位!? 第10回ビートたけしのお笑いウルトラクイズ（1992年10月16日、日本テレビ）
- 出前寄席（1992年12月27日、NHK総合）
- 新しい波（1993年1月29日、フジテレビ）
- 演芸ひろば（1993年7月11日・1994年2月13日、NHK総合）
- AHERA（1996年4月28日、テレビ朝日）

東京ビンゴビンゴダイナマイトジャパン名義
- お笑い向上委員会 笑わせろ!（テレビ朝日）
- 平成9年度 NHK新人演芸大賞（1997年11月1日、NHK総合）
- ブレイクもの!（フジテレビ）
- 黄金ボキャブラ天国（フジテレビ、「予選落ちくん」から抜け出せず、本戦出場はなし）
- 爆笑オンエアバトル（1999年4月17日・5月15日・6月12日・7月31日・9月25日、NHK総合 戦績2勝3敗 最高385KB）
- 明石家マンション物語（フジテレビ、コーナーレギュラーに突然抜擢される。ひじをたたんで上下させる「ンパンパダンス」「バカ一家」で注目される。番組のリニューアルに伴い、1年半で降板となる）
- いろもん弐（日本テレビ、2000年）
- フライデーナイトはお願い!モーニング（2000年 - 2001年、テレビ岩手制作・日本テレビ「ZZZ」枠内）

## ライブ出演歴
- 深川ギャグマッチ[1]
- 新宿アーバン寄席[1]
- 浅草コントカーニバル
- 渡辺プロライブ[1] etc･･･